# Astu (Unix)
Pour l’article homonyme, voir astu.
astu (ou astsu) est une commande POSIX de fiction, qui permet d'exécuter diverses fonctions dans la série Mr. Robot. Le préfixe as fait référence à All Safe Security, la société de sécurité pour laquelle travaille Elliot, tandis que su est la commande super-user.

## Exemple d'utilisation
Dans le pilote, les commandes suivantes sont exécutées :
```
$>
 
astu
 
trace
 
-pid
 
244
 
-cmd
$>
 
astu
 
-ls
 
./root/fsociety/
 
-a
$>
 
astsu
 
-
 
info
 
-backup
 
-short
$>
 
astsu
 
-close
 
port:
 
*
 
-persistent
$>
 
astsu
 
-
 
ifconfig
 
-
 
disable
$>
 
astsu
 
-open
 
port:
 
*
 
-persistent
$>
 
astsu
 
-rm
 
-norecycle
 
/root/
 
fsociety/

```

On peut supposer que la commande fait partie d'un ensemble de programmes qui font l'objet d'une compilation statique pour éviter d'être victime une corruption d'une bibliothèque dynamique d'un système compromis.
Elliot se connecte sur le serveur Linux infecté nommé "cs30" à la recherche d'un rootkit qui aurait été installé par les hackers.
Il recherche en particulier les processus tournant sous root nommés "cpuset"
A noter que le processus avec PID 244 n'est pas référencé dans la liste des processus tournant sous root et que le processus cpuset a pour PID 24 et non pas 244.